# 可分物
可分物(拉丁語：res dividuae)為分割後仍可保持原本性質及其價值的物，可分物可作為可分債權，與不可分物相對，數人分割共有可分物時，可將原物分配，如金錢、米、酒、穀物及土地等屬之。